# Libério
Pedro Marcelino Félix Libério (em latim: Petrus Marcellinus Felix Liberius; c. 465 – ca. 554) foi um aristocrata e oficial romano, cuja carreira se estendeu por sete décadas nos mais altos ofícios tanto do Reino Ostrogótico como no Império Bizantino. Manteve os mais altos ofícios governamentais da Itália, Gália e Egito, "uma realização não frequentemente registrada - César e Napoleão Bonaparte são os únicos paralelos que vêm à mente!" como James O'Donnell observa em seu estudo biográfico sobre ele. Envolveu-se como embaixador durante a Guerra Gótica para o Império Bizantino e, por duas vezes, uma das quais registrada por Jordanes, participou de expedições militares em nome do imperador Justiniano (r. 527–565).

## Biografia

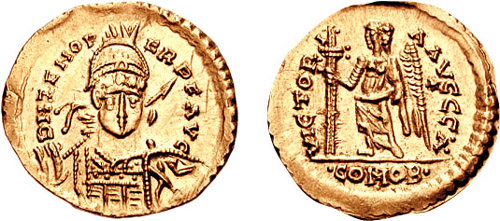
Soldo de Odoacro r.

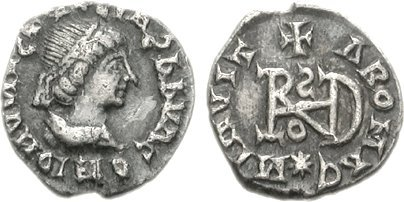
Síliqua de r.

### Origem e família
A exata origem de Libério é desconhecida, mas é especulado que veio da Ligúria. Sua família certamente não pertenceu à classe senatorial superior da Itália. Foi casado com Agrécia, e teve vários filhos e uma filha. Quase nada é sabido deles, exceto que um de seus filhos, Venâncio, foi nomeado cônsul em 507 e manteve o ofício cerimonial de conde titular dos domésticos algum tempo depois.

### Carreira sob os godos
Após a deposição do imperador ocidental Rômulo Augusto (r. 475–476) por Odoacro (r. 476–493) em 476, a administração romana na Itália continuou a funcionar sob seu regime. Continuou a ser composto somente por romanos, já que aderiu à pretensão que a Itália era ainda nominalmente uma parte do império. Várias famílias senatoriais continuaram a servir em altos postos administrativos, e o jovem Libério seguiu esta tradição. Apesar de sua juventude, parece ter se distinguido, pois em 493, após o morte de Odoacro, o novo mestre da Itália, o ostrogodo Teodorico, o Grande (r. 474–526), nomeou-o como prefeito pretoriano da Itália, o mais alto ofício civil. Continuou a servir nesta capacidade até 500, quando foi retirado e então recebeu a posição de patrício. Seu mandato foi um sucesso, já que provou ser capaz de lidar com questões financeiras e com assuntos delicados do assentamento gótico, algo refletido nos elogios que recebeu de seus contemporâneos, Enódio de Pavia e Cassiodoro.

Mapa dos movimentos militares durante os primeiros anos da Guerra Gótica

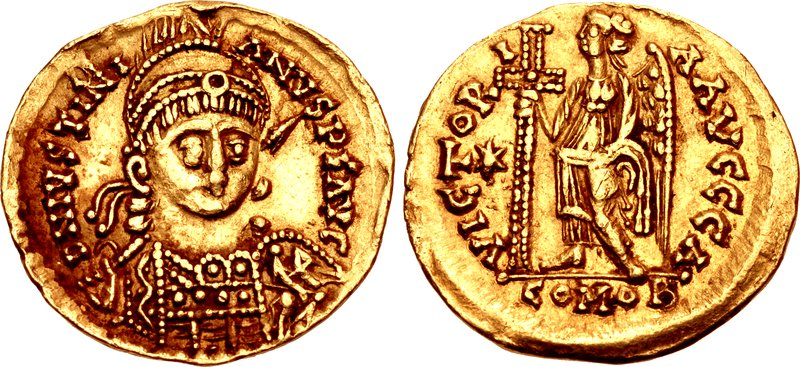
Soldo de Atalarico r.

Em 508, Teodorico conquistou o território de Provença, no sul da Gália, e em 510 decidiu restabelecer o defunto prefeito pretoriano da Gália para administrar o território, com sede em Arelate. Selecionou Libério para o posto, sinal da confiança do rei em sua capacidade e lealdade. Libério serviu na posição até 536, quando retornou à Itália, o período mais longo registrado para um cargo tão alto. Sua principal responsabilidade parece ter sido a pacificação da nova e devastada província, tarefa que parece ter conseguido. Nisso, teve a assistência de um bispo leal, Cesário. Em meados dos anos 520, foi esfaqueado no abdômen com uma lança durante um ataque visigodo, e ficou perto da morte. A chegada do bispo "miraculosamente" o curou, e episódio similar é contado a respeito de sua esposa, Agrécia. Possivelmente num gesto de gratidão por sua salvação, construiu uma nova catedral em Orange, onde em 529 o Segundo Concílio de Orange foi realizado; a assinatura de Libério aparece em primeiro lugar na lista de leigos que endossaram os atos do concílio. Também fundou um mosteiro perto de Alatri, 64 quilômetros ao sul de Roma. Este mosteiro tem sido identificado com aquele de São Sebastiano, ainda de pé a três quilômetros de Alatri.
Após a morte de Teodorico em 526, recebeu o título de patrício na presença (patricius praesentalis), que para O'Donnell "representa o único caso conhecido na história do Reino Ostrogótico no qual a um civil foi concedido significante comando militar." Cerca de 534, contudo, Libério estava de volta na Itália. Na ocasião, o reino enfrentava uma disputa pela sucessão. Com a morte do rei, seu neto Atalarico (r. 526–534) foi coroado. Como era apenas infante, sua mãe Amalasunta assumiu a regência. Suas relações estreitas com o imperador oriental Justiniano (r. 527–565), contudo, a fizeram impopular. O jovem rei, no meio tempo, cedeu em prazeres, que enfraqueceram sua constituição, resultando em uma morte prematura em outubro. Amalasunta, tentando fortalecer sua posição, nomeou seu primo Teodato como rei. Teodato rapidamente depôs e prendeu Amalasunta, e executou seus associados mais próximos. Libério, junto com o senador Opílio, foram despachados para Constantinopla para informar Justiniano, bem como levar cartas retratando uma versão mais leve dos eventos. Ao chegarem ao porto de Avlona, encontraram Pedro, o emissário imperial e contaram-lhe o que realmente estava acontecendo. As notícias do cativeiro de Amalasunta, seguido de seu assassinato, deu a Justiniano um pretexto para lançar uma campanha contra os godos na Itália, começando a longa e devastadora Guerra Gótica. Libério foi recebido com honra em Constantinopla, e não retornou à Itália.

### Em serviço imperial

Império Bizantino à morte de Justiniano. Os territórios em laranja claro são aqueles conquistados pelos bizantinos no período, sendo que entre os quais estão a Itália e a província da Espânia

Apesar de sua idade avançada, Libério, devido às suas credenciais impecavelmente ortodoxas, foi escolhido como o novo duque e augustal do Egito por volta de 538, com tarefa de suprimir os monofisistas locais, junto com uma comissão eclesiástica sob o futuro papa Pelágio I. De acordo com a informação providenciada por Procópio em sua Anedota, seu mandato no Egito foi problemático, devido tanto a sua falta de familiaridade com as realidades locais como pela interferência da corte imperial, incluindo uma disputa com seu sucessor, João Laxário. Em seu retorno para Constantinopla, em 542, enfrentou inquérito senatorial, mas conseguiu defender suas ações com sucesso. Na Itália, a situação estava deteriorando rapidamente para o império. O rei Tótila (r. 541–552) recapturou boa parte do país e estava ameaçando a Sicília. Em 550, após muita hesitação, Libério foi enviado com um exército à ilha. Conseguiu desembarcar e sitiar a cidade de Siracusa, mas sua inexperiência militar não permitiu que conduzisse quaisquer operações significativas contra os godos. Apesar disso, deixou a cidade com seu exército, e se dirigiu para Palermo onde, em 551, foi substituído pelo general Artabanes.
Durante esse tempo, uma guerra civil eclodiu no Reino Visigótico, entre os apoiantes de Atanagildo e os de Ágila I. Atanagildo pediu ajuda para Justiniano, e o imperador enviou um pequeno exército de dois mil homens à Hispânia, que ajudou Atanagildo a prevalecer, e em 554 ele foi coroado rei dos visigodos. Os bizantinos mantiveram muitas possessões, aproximadamente igual à antiga província da Bética, agora a província da Espânia, e os visigodos reconheceram a suserania do imperador. Jordanes, escrevendo em 551, cita que esta força foi liderada por Libério. Alguns historiadores, incluindo J. B. Bury, aceitam o comentário; O'Donnell, contudo, nota que retornou para Constantinopla após ser substituído por Artabanes, e estava lá, em maio de 553, quando tomou parte do Segundo Concílio de Constantinopla, o que teria o deixado sem tempo para uma campanha na Hispânia. Lá, tentou persuadir o papa Vigílio para participar do concílio e aceitar as posições do imperador. Por seu longo e distinto serviço para o império, Libério foi um dos homens que Justiniano recompensou na Pragmática Sanção em 13 de agosto de 554, garantindo-lhe vastas propriedades na Itália; O'Donnell nota que é o último documento que temos sobre a vida de Libério que foi escrito durante sua vida. Provavelmente no mesmo ano, morreu e foi enterrado em Arímino. Seus filhos erigiram sobre sua tumba uma inscrição funerária que O'Donnell descreve como "corriqueira, mesmo banal: em completo acordo com as tradições mais vazias do gênero."